# Princeton (New Jersey)
Princeton [ˈpɹɪnstən] ist eine US-amerikanische Universitätsstadt. Das U.S. Census Bureau ermittelte bei der Volkszählung 2020 eine Einwohnerzahl von 30.681.

## Geschichte
Die Stadt war einer der Brennpunkte im Amerikanischen Unabhängigkeitskrieg. Die Schlacht von Princeton wurde am 3. Januar 1777 entschieden.
Princeton war im Jahre 1783 sechs Monate lang die Hauptstadt der Vereinigten Staaten von Amerika. Zu dieser Zeit tagte der Zweite Kontinental-Kongress in der berühmten Nassau Hall auf dem Gelände der Princeton University.
Administrativ bestand die Stadt Princeton von 1894 bis 2012 aus zwei Gemeinden, als sie sich aufgrund eines Streits über Schulgelder in Princeton Township und Princeton Borough aufspaltete. Im November 2011 beschlossen die Gemeinden, sich wieder zu einer Gemeinde zu verschmelzen, die danach einfach Princeton heißen sollte. Die Zusammenführung trat am 1. Januar 2013 in Kraft.

## Politik

### Stadtverwaltung

Liz Lempert (links) spricht während einer Kranzniederlegungszeremonie für US-Präsident Grover Cleveland am Princetoner Friedhof am 18. März 2013.

Die erste Bürgermeisterin des wieder vereinigten Princetons ist die Demokratin Liz Lempert.

### Städtepartnerschaften
Princeton unterhält Partnerschaften mit dem französischen Colmar, dem italienischen Pettoranello del Molise und dem indischen Kalianpur.

## Wirtschaft und Infrastruktur

### Bildungseinrichtungen
Die renommierte Princeton University hat seit 1756 ihren Sitz in Princeton; sie wurde 1746 als College of New Jersey (bis 1896) in Elizabeth gegründet. Auch das Institute for Advanced Study, an dem unter anderem Albert Einstein arbeitete, hat seinen Sitz in Princeton. Weitere Hochschulen in Princeton sind das Westminster Choir College (Rider University) und das Princeton Theological Seminary. In Princeton befindet sich außerdem mit dem McCarter Theatre eine der renommiertesten Bühnen New Jerseys.

### Ansässige Unternehmen
Obwohl Princeton hauptsächlich für die Universität bekannt ist, haben auch eine Anzahl von bekannten Wirtschafts- und Industrieunternehmen dort ihren Sitz. Beispielsweise sind das Opinion Research Corporation, Siemens Corporate Research, Bristol-Myers Squibb, Sarnoff Corporation, FMC Corporation, The Robert Wood Johnson Foundation, Amrep, Church & Dwight, Berlitz Corporation und Dow Jones & Company in Princeton mit ihren Hauptquartieren oder bedeutenden Niederlassungen ansässig. Im benachbarten Lawrenceville befindet sich weiterhin eine landwirtschaftliche Versuchsanstalt von BASF. In Princeton siedeln sich vermehrt auch deutsche Unternehmen an. Sie werden vom Princeton Institute betreut, das hierfür eine eigene Abteilung eingerichtet hat.

### Verkehr
Im Norden von Princeton befindet sich ein privat betriebener Flughafen, der Princeton Airport (FAA-Kennung: 39N), auf dem es auch eine Mietwagenvertretung, zwei Chartergesellschaften sowie zwei Flugschulen – eine lediglich für Helikopter – befinden. Der Flughafen bedient den privaten Flugverkehr.

## Sehenswürdigkeiten
In Princeton befindet sich Drumthwacket, die offizielle Residenz des Gouverneurs von New Jersey. Drumthwacket kann jeweils mittwochs nach Voranmeldung besichtigt werden.

### Der Princetoner Friedhof

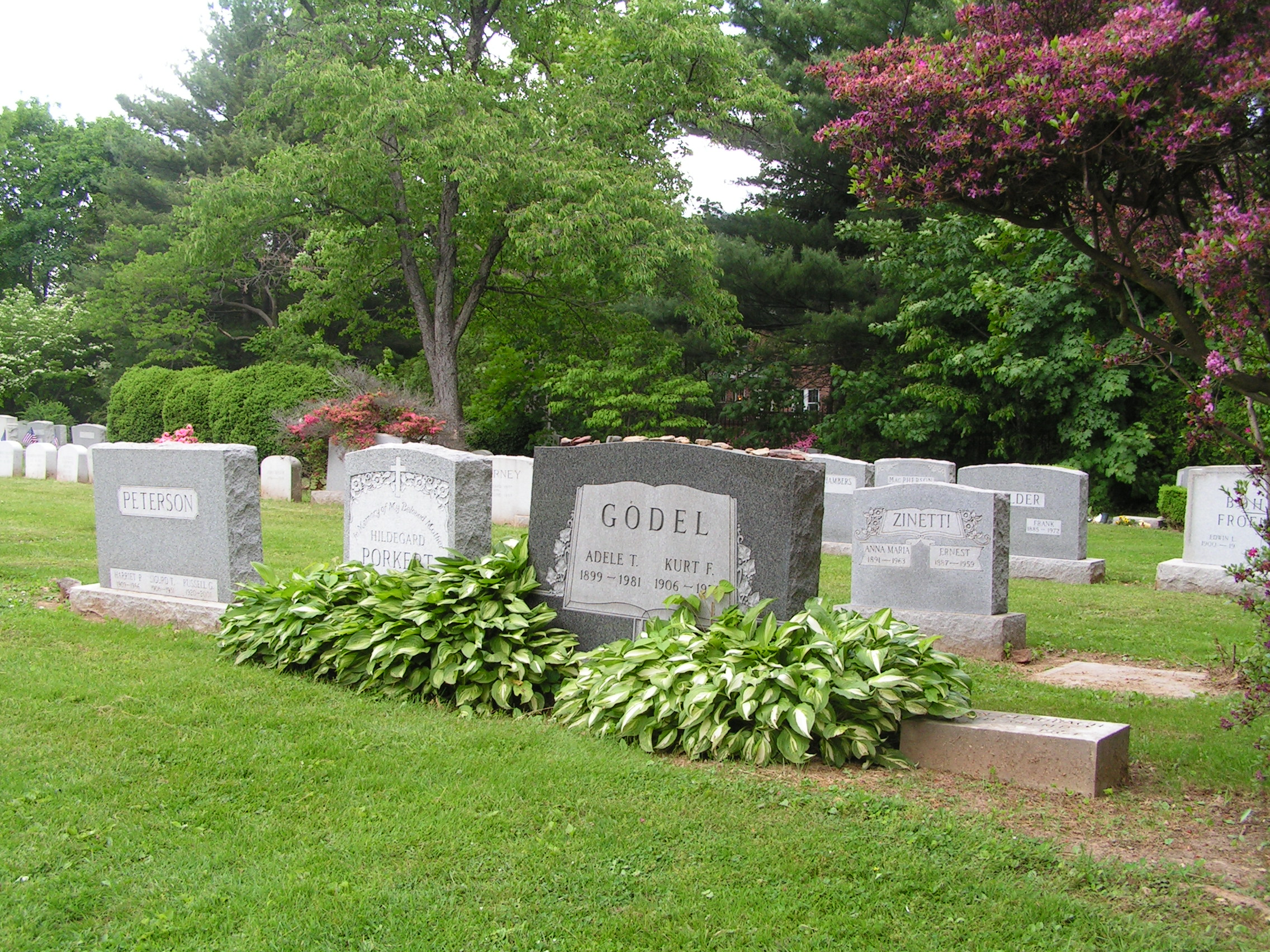
Das Grab Kurt Gödels in Princeton

Der 1757 angelegte Friedhof von Princeton ist für eine Reihe bedeutender Persönlichkeiten, insbesondere Wissenschaftler der Princeton University, letzte Ruhestätte. Unter anderem finden sich dort die Gräber von
- Aaron Burr (1756–1836), 3. Vizepräsident der Vereinigten Staaten (unter Thomas Jefferson); tötete Alexander Hamilton in einem Duell
- Grover Cleveland (1837–1908), Präsident der Vereinigten Staaten
- Kurt Gödel (1906–1978), österreichisch-amerikanischer Mathematiker, Logiker und Philosoph
- Arnold Henri Guyot (1807–1884), schweizerisch-US-amerikanischer Naturforscher und Geograf
- Donald Lambert (1904–1962), US-amerikanischer Jazz-Pianist
- Solomon Lefschetz (1884–1972), US-amerikanischer Mathematiker
- Lyman Spitzer (1914–1997), US-amerikanischer Astrophysiker
- William Milligan Sloane (1850–1928), US-amerikanischer Philologe und Historiker
- John von Neumann (1903–1957), ungarischstämmiger Mathematiker, Physiker sowie Informatiker
- Eugene Paul Wigner (1902–1995), ungarisch-amerikanischer Physiker

## Persönlichkeiten

### Söhne und Töchter der Stadt
- Richard Stockton (1730–1781), Gründervater der USA
- Richard Stockton Jr. (1764–1828), Politiker
- Robert F. Stockton (1795–1866), Marineoffizier und Politiker
- John P. Stockton (1826–1900), Politiker
- Randolph West (1890–1949), US-amerikanischer Mediziner (M. D.) und Biochemiker
- Nell Craig (1891–1965), Schauspielerin
- Paul Robeson (1898–1976), Schauspieler, Sänger, Sportler, Autor und Bürgerrechtler
- Donald Lambert (1904–1962), Jazz-Pianist
- Garrett Birkhoff (1911–1996), Mathematiker
- Charles Logg (* 1931), Ruderer
- Nina Baym (1936–2018), Literaturwissenschaftlerin
- Walter Robert Fuchs (1937–1976), deutscher Physiker und Wissenschaftsjournalist
- David Childs (1941–2025), Architekt
- Peter Raymond (* 1947), Ruderer
- Todd Scully (1948–2021), Geher
- John Katzenbach (* 1950), Schriftsteller
- Dodie Pettit (* 1950), Singer-Songwriterin und Balletttänzerin
- Gail B. Kirkpatrick (* 1952), Kuratorin
- Lars Hernquist (* 1954), Astronom, Astrophysiker und Professor
- Chuck Henderson (* 1955), Jazzmusiker
- Robert Kraft (* 1955), Musikproduzent und Filmkomponist
- Mary Chapin Carpenter (* 1958), Country- und Folk-Sängerin
- Bebe Neuwirth (* 1958), Tänzerin und Schauspielerin
- Lynn Jennings (* 1960), Langstreckenläuferin
- Daniel Pearl (1963–2002), Journalist
- John M. Sullivan (* 1963), Mathematiker und Hochschullehrer
- Jessica Hecht (* 1965), Schauspielerin
- Iris Chang (1968–2004), Schriftstellerin
- Christopher McQuarrie (* 1968), Drehbuchautor, Filmproduzent und Filmregisseur
- Florencia Lozano (* 1969), Schauspielerin
- Nikki Stone (* 1971), Freestyle-Skierin und Olympiasiegerin
- Saskia Webber (* 1971), Fußballspielerin
- Chris Hopkins (* 1972), Jazzmusiker
- Sarah Kirkland Snider (* 1973), Komponistin
- Eric Plaks (* 1974), Jazzmusiker
- Jamie Greubel Poser (* 1983), Bobsportlerin
- Matt Waxman (* 1985), Pokerspieler
- Coleman Collins (* 1986), Basketballspieler
- Michael Bradley (* 1987), Fußballspieler
- Dana Schmalz (* 1987), deutsche Rechtswissenschaftlerin und Autorin
- Daniel Zack (* 1992/93), Pokerspieler
- Christina Rosca (* 1997), Tennisspielerin

### Bekannte Personen mit Verbindung zu Princeton
- Svetlana Alliluyeva (1926–2011), Tochter Josef Stalins (1878–1953), lebte nach ihrer Flucht aus der Sowjetunion in Princeton
- John Altman (* 1952), Schriftsteller
- Trey Anastasio (* 1964), Mitglied der Band Phish, lebte mit seiner Familie in Princeton
- Milton Babbitt (1916–2011), Komponist und Professor an der Princeton University
- Saul Bellow (1915–2005), Schriftsteller und Professor an der Princeton University
- Paul Benacerraf (1931–2025), Philosoph und Professor an der Princeton University
- Peter Benchley (1940–2006), Schriftsteller & Drehbuchautor (Der weiße Hai, Die Tiefe), lebte und starb in Princeton
- Ben Bernanke (* 1953), Präsident des Federal Reserve Boards (Notenbankchef), Professor an der Princeton University
- Aaron Burr, Sr. (1716–1757), Mitbegründer der Princeton University und 2. Präsident derselben
- Grover Cleveland (1837–1908), 22. und 24. Präsident der Vereinigten Staaten, verbrachte seinen Lebensabend in Princeton
- Albert Einstein (1879–1955), Physiker, Nobelpreisträger und Fellow am Institute for Advanced Study
- Kurt Gödel (1906–1978), österreichisch-amerikanischer Mathematiker, Logiker und Philosoph, Fellow am Institute for Advanced Study
- Michael Graves (1934–2015), Architekt, lebte und arbeitete in Princeton
- Darrell Guder (* 1939), presbyterianischer Theologe, Missiologe und Autor
- Ethan Hawke (* 1970), Schauspieler
- Dr. Gregory House, fiktiver Serienarzt
- John Lithgow (* 1945), Schauspieler, lebte in seiner Jugend in Princeton
- Thomas Mann (1875–1955), Schriftsteller, hatte eine Gastprofessur an der Princeton University inne
- John Forbes Nash, Jr. (1928–2015), Mathematiker, Nobelpreisträger, von dessen Leben der Film A Beautiful Mind – Genie und Wahnsinn handelt, Professor an der Princeton University
- Bebe Neuwirth (* 1958), Schauspielerin, in Princeton aufgewachsen
- Joyce Carol Oates (* 1938), Schriftstellerin, Professorin an der Princeton University
- J. Robert Oppenheimer (1904–1967), Physiker, Direktor am Institute for Advanced Study
- Christopher Reeve (1952–2004), Schauspieler, in Princeton aufgewachsen